# Aleksandr Prochorienko
Aleksandr Aleksandrowicz Prochorienko (ros. Александр Александрович Прохоренко; ur. 22 czerwca 1990 we wsi Gorodki w obwodzie orenburskim, zm. 17 marca 2016 w rejonie Palmyry) – żołnierz Specnazu, starszy lejtnant, Bohater Federacji Rosyjskiej.

## Życiorys
Urodził się w rodzinie robotnika. W 2007 skończył szkołę średnią w Gorodkach i w sierpniu 2007 rozpoczął służbę w Siłach Zbrojnych Federacji Rosyjskiej, wstępując do szkoły wojskowej w Orenburgu, która jednak w 2008 została rozformowana. W związku z tym przeniósł się do Wojskowej Akademii Obrony Przeciwlotniczej w Smoleńsku, którą ukończył w 2012 ze złotym medalem. Służył w Siłach Operacji Specjalnych.
Od grudnia 2015 lub od stycznia 2016 brał udział w operacjach rosyjskich sił zbrojnych w Syrii podczas wojny domowej w tym kraju. W marcu 2016 wykonywał zadanie bojowe podczas walk z bojownikami Państwa Islamskiego w muhafazie Hims w rejonie Palmyry. Gdy 17 marca wpadł w zasadzkę i został otoczony przez islamistów, w obawie przed schwytaniem przez nich poprosił dowództwo, by rosyjskie lotnictwo zbombardowało jego pozycję. W wyniku nalotu zginął wraz z kilkunastoma otaczającymi go bojownikami ISIS. Pozostawił ciężarną żonę. 11 kwietnia 2016 prezydent Władimir Putin nadał mu pośmiertnie tytuł Bohatera Federacji Rosyjskiej.
Jego imieniem nazwano szkołę w rodzinnej wsi, ulice w Orenburgu i Groznym. W mieście Vagli Sotto we Włoszech w 2017 postawiono jego pomnik.